# Julie Judd
Pour les articles homonymes, voir Judd (homonymie).
Julie Judd est une actrice franco-anglaise bilingue vivant à Paris, née le 1er avril à Caen en France.

## Biographie
Née d'un père britannique, marchand de jouets et maître d’œuvre, et d'une mère française, peintre céramiste, elle quitte la campagne normande où elle a été élevée jusqu'ici pour s’installer à Paris à l’âge de onze ans pour assouvir sa passion de la danse.
Elle a étudié à l'école du Studio-Théâtre d'Asnières. Après des apparitions dans plusieurs longs métrages et des rôles à la télévision et dans des pièces de théâtre, Julie Judd obtient dans Livraison à domicile son premier grand rôle au cinéma.
Elle a tourné dans une quinzaine de longs métrages avec des réalisateurs prestigieux comme Pablo Larrain ou Jacques Rivette, Raoul Ruiz… Elle a donné la réplique à Natalie Portman dans Jackie, en incarnant Ethel Kennedy. Elle a été invitée à défendre ses films à plusieurs reprises dans les plus prestigieux festivals internationaux (Cannes, Venise…).
Julie Judd a aussi tourné dans plus de trente-cinq téléfilms et mini-séries (Dont une dizaine en rôle principal) en France comme Les Diamants de la victoire de Vincent Monnet ou  Un petit mensonge de Denis Malleval… Vous l’avez vu aux côtés de Jamel Debbouze dans Platane réalisé par Eric Judor.

## Théâtre
- 2019 Le secret des conteuses , mise en scène Martine Amsili
- 2017 au théâtre Montparnasse Alma Mahler, mise en scène Georges Werler (rôle titre)
- 2016Metaphora, mise en scène Elisabeth Vittali
- 2012 au théâtre La Pépinière Le plaisir, Eric-Gaston Lorvoire

- Ovide était mon maître, mise en scène Jean-Claude Idée
- La disparition de Richard Taylor , mise en scène par P.Bureau
- Paroles d’étoiles, mise en scène Sarah Micaleff (un des rôles principaux)
- 5 minutes avant l’aube , mise en scène P.Bureau et Adrien Devan
- 1962 , mise en scène Kader Boukhanef et Aziz Kabouche (un des rôles principaux)
- La Princesse enrhumée, mise en scène P. Bureau
- Le Printemps des Poètes, mise en scène P. Bureau et Adrien Devan
- La Quatrième Sœur, de J. Jlowacki, mise en scène C. Chamoux (rôle titre)
- La Grève des fées, mise en scène P. Bureau
- Casimir et Caroline, de Ödön von Horváth, mise en scène P. Bureau (rôle principal féminin)
- Cabaret, mise en scène J-L. Martin-Barbaz
- Les Mariés de la Tour Eiffel, de Jean Cocteau, mise en scène J.-M. Hoolbecq et H. Van Der Meulen (un des rôles principaux)
- 1998 : Face à face de Francis Joffo, mise en scène de l'auteur, Théâtre du Palais-Royal
- Hamlet, de Shakespeare, mise en scène E. Tamiz (rôle: Ophélie)
- Le Plaisir, d'après Crébillon fils, mise en scène E. Lorvoire
- Le Fil d'Ariane, de G.-F. Lecunff, mise en scène A. Milot
- La Spirale, de et mise en scène M. Schmit
- 2017: Alma Mahler de Marc Delaruelle, mise en scène Georges Werlher
- Les Aventures d'Émilie et Valentin au château hanté, mise en scène A. Milot (rôle principal)
- Le Compte-gouttes, de Roland Dubillard, mise en scène Sabine Paturel

## Filmographie partielle

### Cinéma
- 1996 : Hommes, femmes : mode d'emploi de Claude Lelouch : ?
- 2001 : Voyage en Inde de Yann Piquer : ?
- 2002 : Le Pacte de Daniel Cotard : Laura
- 2003 : Livraison à domicile de Bruno Delahaye : Marylin
- 2004 : Nous étions libres (Heads in the clouds) de John Duigan : ?
- 2004 : Au secours, j'ai 30 ans ! de Marie-Anne Chazel : Annie
- 2007 : La Maison de Manuel Poirier : la jeune entraîneuse
- 2007 : Ne touchez pas la hache de Jacques Rivette : Lisette
- 2007 : Fiction de Fouad Benhammou : ?
- 2008 : Coco avant Chanel d'Anne Fontaine

 ?
- 2008 : Les Murs porteurs de Cyril Gelblat : Éloïse
- 2011 : Belleville Tokyo d'Élise Girard : la maîtresse
- 2012 : Confession d’un enfant du siècle de Sylvie Verheyde : ?
- 2014 : Fever de Raphaël Neal : Mme Kaplan et Rosine
- 2015 : House of Time de Jonathan Helpert : Elsa Orsic
- 2016 : Jackie de Pablo Larraín : Ethel Kennedy
- 2020 : Reims de Mélanie Delloye-Betancourt : ?

### Télévision
- 2003 : Une place parmi les vivants, téléfilm de Raoul Ruiz : Sandrine
- 2003 : Lagardère, téléfilm d'Henri Helman en 2 parties : Manon
- 2004 : Une femme d'honneur, de Michaël Perrotta : Marianne (épisode 27 Femmes d'occasion)
- 2004 : La Petite Fadette, téléfilm de Michaëla Watteaux : Madelon
- 2005 : Poids Lourds, téléfilm de Dominique Tabuteau : Laetitia Calignani
- 2008 : Adrien, téléfilm de Pascale Bailly : Agnès
- 2008 : Ah, c'était ça la vie !, de Franck Apprederis - 2 épisodes (mini-série) : Laurence
- 2009 : Un petit mensonge, téléfilm de Denis Malleval : Alexandra Lozzi
- 2010 : Camping Paradis, de Pascal Heylbroeck : Nelly Vendôme (saison 1, épisode 7)
- 2010 : Les Diamants de la victoire, téléfilm de Vincent Monnet : Graciane
- 2012 : Enquêtes réservées, de Christophe Barbier : Agathe Leroy (épisode 30)
- 2015 : La Mort d'Auguste de Denis Malleval : Nicole Mature
- 2019 : Colombine de Dominique Baron : Manon
- 2019 : Olivia de Thierry Binisti
- 2019 : Munch, saison 3, épisode 5 : Lorette Moreau

## Doublage
- 1997 : Pingu : Le CD-ROM des petits pingouins : la voix off